# Allocosa mulaiki
Allocosa mulaiki là một loài nhện trong họ wolfspinnen (Lycosidae).
Loài này thuộc chi Allocosa. Allocosa mulaiki được Willis J. Gertsch miêu tả năm 1934.